# Kristoffer Hjort Storm
Kristoffer Hjort Storm, né le 26 janvier 1989 à Hillerød (Danemark), est un homme politique danois, membre des Démocrates danois. Il est député européen depuis 2024.

## Biographie
Engagé au sein du Parti populaire danois, Kristoffer Hjort Storm est candidat aux élections municipales et aux élections régionales tenues simultanément en novembre 2013. Il est alors élu conseiller régional du Jutland du Nord, mais échoue à remporter un siège au conseil municipal d'Aalborg, où il devient premier suppléant pour son parti,. À ce titre, il devient conseiller municipal en janvier 2016 après la démission d'un élu de son parti.
Il est investi candidat pour son parti aux élections législatives de 2015 mais ne parvient pas à remporter de siège, devenant seulement le premier suppléant pour le Parti populaire danois dans la circonscription du Jutland du Nord.
En novembre 2017, il n'est pas candidat à sa réélection lors des élections régionales, mais se présente de nouveau aux élections municipales comme tête de liste pour son parti, et il remporte cette fois-ci directement un siège. Il devient alors le premier maire-adjoint de la commune pour la mandature.
En novembre 2021, il est de nouveau candidat aux élections régionales et aux élections municipales. Tête de liste à Aalborg, il remporte le seul siège du parti au conseil municipal. Bien que placé en troisième position sur la liste régionale, il est le candidat de son parti obtenant le plus de votes personnels, et il gagne le seul siège remporté par le parti au conseil régional. Il envisage alors de ne pas siéger au conseil régional et de laisser son siège au premier suppléant Ib Madsen, mais choisit finalement d'assurer le double rôle.
Il annonce son départ du Parti populaire danois en juin 2022. En mars 2023, il rejoint les Démocrates danois.
En mai 2023, il est désigné comme tête de liste des Démocrates danois pour les élections européennes de 2024. Lors du scrutin du 9 juin 2024, sa liste arrive en cinquième position avec 7,4 %, lui offrant donc l'unique siège du parti au Parlement européen. Après le scrutin, il siège au sein du groupe des Conservateurs et réformistes européens et de la commission du développement. Il quitte alors son mandat de conseiller régional.
En avril 2025, il annonce déménager de la ville d'Aalborg, et quitter son mandat de conseiller municipal de la commune en conséquence.